# Râul Iligacea
Iligacea (Iligaci) este un râu din Republica Moldova, afluent de dreapta al râului Răut. Cursul râulețului traversează podișul Ciulul-Soloneț, izvorând la hârtoape la este de satul Alexeuca și se revarsă în Râut, lângă satul Brânzenii Vechi. Lungimea râului Iligacea constituie 20 km, suprafața bazinului - 60 km2. 
Valea râului este împrejmuită de culmi colinare și dealuri de mari înălțimi: 312 m la izvoarele râului, 306 m pe cursul său mediu și 120-150 m la vărsare. Acumulează apele pâraielor și pârâiașelor: Fundoaia, Cânechiștile, Sărata, Hârtopul Boilor, Comerzanul, Izvorul Roșu, Valea Bălășeștilor, Valea Slovencii, Rădiul, Prisaca, Hârtopul.

## Istorie
Râul Iligacea apare în documentele domnești începând cu anul 1535:
„Din mila lui dumnezeu, noi Petru voievod, domn al Țării Moldovei. Facem cunoscut cu această carte a noastră tuturor celor ce o vor vedea sau o vor auzi citindu-se, că au venit înaintea noastră și înaintea boierilor noștri moldoveni, Anușca și Marușca și Anca, fiicele Marfei, nepoatele lui Ion Stângaciu... au vândut ... două seliște, una pe Răut, pe această parte a Răutului, mai jos de Vadul de Piatră, la gura pârâului Iligaciei, la Fântâna Rece, iar cealaltă seliște pe pârâul Iligaciilor, la Fântânele Tătărești. ... A scris Dumitru Popovici la Vaslui, în anul 7043 (1535) luna Martie, ziua 9.”
La începutul secolului XX, valea râului Iligacea este descris de către Zamfir Arbore, în Dicționarul geografic al Basarabiei:
„Iligacea, vale, în județele Orhei și Soroca. La început, se formează din gurile mai multor hârtoape, ce se află împrejurul satelor Pepeni, Răzalia, Frăteștii-d.-J. și Bălășești. Merge spre est până dă în valea Răutului, lângă satul Brânzeni.”